# Tamara Zidanšek
Tamara Zidanšek, née le 26 décembre 1997 à Postojna, est une joueuse de tennis slovène, professionnelle depuis 2015.
Depuis 2017, elle fait partie de l'équipe de Slovénie de Fed Cup. Forte de ses performances sur terre battue, elle a remporté à ce jour un titre WTA en simple à Lausanne en WTA 250 ainsi que deux WTA 125 à Bol.
Elle a aussi remporté quatre tournois en double, dont trois WTA 250. Atteignant le top 30 mondiale, elle marque l’histoire sportive de son pays en devenant en 2021 à Roland Garros, la première joueuse slovène à atteindre en simple les demi-finales d’un Grand Chelem.

## Carrière
Tamara Zidanšek réalise ses premiers match sur le circuit WTA en 2014 au tournoi ITF de Velenje en Slovénie. Issue des qualifications, elle crée la surprise en s’imposant face à Barbara Haas (4-6, 6-2, 6-3) en finale, en ayant notamment écartée les têtes de série n°7 et n°4. La semaine suivante, elle atteint les quarts de finale à Maribor.
En 2015, elle poursuit sur le circuit avec des tournois ITF. Les résultats lui seront très fructueux, obtenant une finale à Bol 2, puis remportant trois tournois d’affilée à Banja Luka, Telavi 2 et Telavi 3. Sur la suite de l’année, elle remportera encore deux tournois à Arad et Dobritch, puis atteindra une finale à Bagnatica. Elle obtient aussi ses premiers succès en double à Tarvisio et Bol. Toujours sur le circuit ITF en 2016, elle atteint six finales supplémentaires, en remportant Hammamet, Győr, Hódmezővásárhely, Santiago 2 et Pune 3. Ces succès marquent un pas important dans sa carrière, car elle remporte non seulement des tournois en dehors de l’Europe, mais s’impose également sur des surfaces différentes de la terre battue,.
L’année 2017 marque les premiers contacts avec le circuit professionnel de plus haut niveau WTA. Elle participe pour la première fois aux qualifications d’un Grand Chelem à l’Open d’Australie, mais perd au premier match 3-6, 2-6 face à Eri Hozumi. Le résultat est le même à Roland Garros quelques mois plus tard, puis à Wimbledon. Parallèlement, elle apparaît aussi dans le tableau d’un futur WTA 125 à Bol et remporte deux tournois ITF supplémentaires à Santa Margherita di Pula 10 et à Bendigo,.
En 2018, elle continue son ascension en régularisant sa présence sur les tournois de plus en plus importants et en entrant pour la première fois dans le top 100. À Roland Garros, elle passe le premier match des qualifications, mais perd encore le suivant. La semaine suivante, elle remporte son premier WTA 125 à Bol face à Magda Linette (6-1, 6-3). À Wimbledon, elle atteint cette fois le troisième tour des qualifications, mais perd de justesse face à Alexandra Dulgheru (7-5, 6-7, 0-6). Elle atteint ensuite la demi-finale d’un WTA 250 à Moscou. La bonne progression de son classement, alors 76e mondiale, lui permet d’entrer directement dans le tableau final d’un Grand Chelem à l’US Open, où elle perdra au premier tour. Elle remportera avant la fin de l’année le tournoi ITF de Pune et le WTA 250 de Tachkent en double avec Olga Danilovic,,.
En 2019, elle enregistre ses premières victoires en Grand Chelem sur le tableau final, ses premières participations à des WTA 1000 et une finale d’un WTA 250. À l’Open d’Australie, elle passe le premier tour face à Daria Gavrilova (7-5, 6-3) avant de perdre face à la 4e mondiale Naomi Osaka (2-6, 4-6). Au WTA 250 de Nuremberg, elle perd en finale face à Yulia Putintseva (6-4, 4-6, 2-6). Après Roland Garros, elle conserve son titre WTA 125 à Bol. Elle passe à nouveau le premier tour d’un Grand Chelem à Wimbledon.
L’année 2020 aura, du fait de la crise sanitaire, peu de tournois organisés. Elle atteindra une nouvelle fois le deuxième tour à l’Open d’Australie et atteindra les quarts de finale du tournoi WTA 250 d’Acapulco. Elle remporte en double deux tournois WTA 250 avec Arantxa Rus à Palerme et Linz,.
En 2021, elle atteint à nouveau la finale d’un WTA 250 sans l’emporter à Bogota. La semaine suivante, alors qualifiée au WTA 1000 de Madrid, elle bouscule la n°1 mondiale Ashleigh Barty (4-6, 6-1, 3-6). Elle confirme quelques semaines plus tard à Roland Garros où elle atteint le stade des demi-finales, une première dans l’histoire du tennis slovène en simple. Elle s’impose notamment face à la 7e mondiale Bianca Andreescu (6-7, 7-6, 9-7) au premier tour, puis elle réalise un parcours exceptionnel avant de s’incliner face à Anastasia Pavlyuchenkova (5-7, 3-6). Forte de cette dynamique, elle s’offre enfin un WTA 250 à Lausanne dans une finale tendue face à Clara Burel (4-6, 7-6, 6-1). Elle obtient alors son meilleur classement et en gagnant au premier tour de l’US Open, elle a alors la particularité d’avoir passer le premier tour au moins une fois de tous les Grands Chelems,.
En 2022, elle atteint la demi-finale du WTA 250 d’Adélaïde. Pour la première fois, elle devient tête de série d’un Grand Chelem, n°29 à l’Open d’Australie et n°25 à Roland Garros. Systématiquement, elle maintient son rang en atteignant les seizièmes de finale, mais ne parvient pas à réaliser sa bonne performance de l’an passé à Roland Garros.

## Palmarès

### Titre en simple dames
| No | Date       | Nom et lieu du tournoi         | Catégorie | Dotation  | Surface      | Finaliste   | Score         |          |
| -- | ---------- | ------------------------------ | --------- | --------- | ------------ | ----------- | ------------- | -------- |
| 1  | 12-07-2021 | Ladies Open Lausanne, Lausanne | WTA 250   | 250 000 $ | Terre (ext.) | Clara Burel | 4-6, 7-6, 6-1 | Parcours |

### Finales en simple dames
| No | Date       | Nom et lieu du tournoi                 | Catégorie | Dotation  | Surface      | Vainqueure       | Score         |          |
| -- | ---------- | -------------------------------------- | --------- | --------- | ------------ | ---------------- | ------------- | -------- |
| 1  | 19-05-2019 | Nürnberger Versicherungscup, Nuremberg | Intern'l  | 226 750 $ | Terre (ext.) | Yulia Putintseva | 4-6, 6-4, 6-2 | Parcours |
| 2  | 05-04-2021 | Copa Colsanitas, Bogota                | WTA 250   | 235 238 $ | Terre (ext.) | Camila Osorio    | 5-7, 6-3, 6-4 | Parcours |

### Titres en double dames
| No | Date       | Nom et lieu du tournoi          | Catégorie | Dotation  | Surface      | Partenaire     | Finalistes                              | Score             |          |
| -- | ---------- | ------------------------------- | --------- | --------- | ------------ | -------------- | --------------------------------------- | ----------------- | -------- |
| 1  | 24-09-2018 | Tournoi de Tachkent Tachkent    | Intern'l  | 226 750 $ | Dur (ext.)   | Olga Danilović | Irina-Camelia Begu Raluca Olaru         | 7-5, 6-3          | Parcours |
| 2  | 03-08-2020 | 31° Palermo Ladies Open Palerme | Intern'l  | 202 250 $ | Terre (ext.) | Arantxa Rus    | Elisabetta Cocciaretto Martina Trevisan | 7-5, 7-5          | Parcours |
| 3  | 09-11-2020 | Upper Austria Ladies Linz       | Intern'l  | 225 500 $ | Dur (int.)   | Arantxa Rus    | Lucie Hradecká Kateřina Siniaková       | 6-3, 6-4          | Parcours |
| 4  | 06-06-2022 | Libéma Open Bois-le-Duc         | WTA 250   | 203 024 € | Gazon (ext.) | Ellen Perez    | Veronika Kudermetova Elise Mertens      | 6-3, 5-7, [12-10] | Parcours |

### Finales en double dames
| No | Date       | Nom et lieu du tournoi        | Catégorie | Dotation  | Surface      | Vainqueures                          | Partenaire       | Score            |          |
| -- | ---------- | ----------------------------- | --------- | --------- | ------------ | ------------------------------------ | ---------------- | ---------------- | -------- |
| 1  | 09-09-2019 | Zhengzhou Open Zhengzhou      | Premier   | 943 900 $ | Dur (ext.)   | Nicole Melichar Květa Peschke        | Yanina Wickmayer | 6-1, 7-61        | Parcours |
| 2  | 11-07-2022 | Ladies Open Lausanne Lausanne | WTA 250   | 251 750 $ | Terre (ext.) | Olga Danilović Kristina Mladenovic   | Ulrikke Eikeri   | forfait          | Parcours |
| 3  | 26-09-2022 | Parma Ladies Open Parme       | WTA 250   | 251 750 $ | Terre (ext.) | Anastasia Dețiuc Miriam Kolodziejová | Arantxa Rus      | 1-6, 6-3, [10-8] | Parcours |

### Titres en simple en WTA 125
| No | Date       | Nom et lieu du tournoi  | Catégorie | Dotation  | Surface      | Finaliste           | Score         |          |
| -- | ---------- | ----------------------- | --------- | --------- | ------------ | ------------------- | ------------- | -------- |
| 1  | 05-06-2018 | Croatia Bol Open, Bol   | WTA 125   | 115 000 $ | Terre (ext.) | Magda Linette       | 6-1, 6-3      | Parcours |
| 2  | 04-06-2019 | Croatia Bol Open, Bol   | WTA 125   | 115 000 $ | Terre (ext.) | Sara Sorribes Tormo | 7-5, 7-5      | Parcours |
| 3  | 04-09-2023 | Open delle Puglie, Bari | WTA 125   | 115 000 $ | Terre (ext.) | Rebecca Šramková    | 3-6, 7-5, 6-1 | Parcours |

### Titre en double en WTA 125
| No | Date       | Nom et lieu du tournoi              | Catégorie | Dotation  | Surface      | Partenaire  | Finalistes                    | Score   |          |
| -- | ---------- | ----------------------------------- | --------- | --------- | ------------ | ----------- | ----------------------------- | ------- | -------- |
| 1  | 25-03-2024 | San Luis Potosí 125 San Luis Potosí | WTA 125   | 115 000 $ | Terre (ext.) | Anna Bondár | Laura Pigossi Katarzyna Piter | forfait | Parcours |

### Finale en double en WTA 125
| No | Date       | Nom et lieu du tournoi      | Catégorie | Dotation  | Surface      | Vainqueures                   | Partenaire   | Score            |          |
| -- | ---------- | --------------------------- | --------- | --------- | ------------ | ----------------------------- | ------------ | ---------------- | -------- |
| 1  | 07-11-2022 | LP Chile Colina Open Colina | WTA 125   | 115 000 $ | Terre (ext.) | Yana Sizikova Aldila Sutjiadi | Mayar Sherif | 6-1, 3-6, [10-7] | Parcours |

## Parcours en Grand Chelem

### En simple dames
| Année | Open d'Australie | Open d'Australie   | Internationaux de France | Internationaux de France | Wimbledon       | Wimbledon          | US Open         | US Open             |
| ----- | ---------------- | ------------------ | ------------------------ | ------------------------ | --------------- | ------------------ | --------------- | ------------------- |
| 2017  | Q1               | Eri Hozumi         | Q1                       | Nicole Gibbs             | Q1              | Alla Kudryavtseva  | —               | —                   |
| 2018  | Q2               | Lesley Kerkhove    | Q2                       | Deborah Chiesa           | Q3              | Alexandra Dulgheru | 1er tour (1/64) | Kristina Mladenovic |
| 2019  | 2e tour (1/32)   | Naomi Osaka        | 1er tour (1/64)          | Elise Mertens            | 2e tour (1/32)  | Wang Qiang         | 1er tour (1/64) | Petra Martić        |
| 2020  | 2e tour (1/32)   | Serena Williams    | 1er tour (1/64)          | Garbiñe Muguruza         | Annulé          | Annulé             | —               | —                   |
| 2021  | 1er tour (1/64)  | Zarina Diyas       | 1/2 finale               | A. Pavlyuchenkova        | 1er tour (1/64) | Karolína Plíšková  | 2e tour (1/32)  | Aryna Sabalenka     |
| 2022  | 3e tour (1/16)   | Alizé Cornet       | 3e tour (1/16)           | Jessica Pegula           | 1er tour (1/64) | Panna Udvardy      | 1er tour (1/64) | Elizabeth Mandlik   |
| 2023  | 1er tour (1/64)  | Ons Jabeur         | 1er tour (1/64)          | Zheng Qinwen             | Q2              | Kaja Juvan         | Q3              | Tatiana Prozorova   |
| 2024  | 1er tour (1/64)  | Nadia Podoroska    | 2e tour (1/32)           | Coco Gauff               | Q2              | Alexandra Eala     | Q1              | Varvara Lepchenko   |
| 2025  | 1er tour (1/64)  | Anastasia Potapova | Q2                       | Yulia Starodubtseva      | Q1              | Arianne Hartono    | Q1              | Laura Pigossi       |

N.B. : à droite du résultat se trouve le nom de l'ultime adversaire.

### En double dames
| 2019 | —                                                                                      | —                                                                              | 1er tour (1/32) A. Guarachi \|\| style="text-align:left;" \| A. Cornet P. Martić    | 2e tour (1/16) R. Peterson \|\| style="text-align:left;" \| V. Azarenka A. Barty     | 1er tour (1/32) R. Peterson \|\| style="text-align:left;" \| S. Aoyama A. Krunić |   |
| 2020 | 1er tour (1/32) M. Bouzková \|\| style="text-align:left;" \| Hsieh S.-w. B. Strýcová   | 2e tour (1/16) M. Kato \|\| style="text-align:left;" \| H. Carter L. Stefani   | Annulé                                                                              | Annulé                                                                               | —                                                                                | — |
| 2021 | 2e tour (1/16) A. Rus \|\| style="text-align:left;" \| B. Pera R. van der Hoek         | 2e tour (1/16) A. Rus \|\| style="text-align:left;" \| D. Jurak A. Klepač      | 2e tour (1/16) S. Santamaria \|\| style="text-align:left;" \| N. Kichenok R. Olaru  | 1er tour (1/32) V. Golubic \|\| style="text-align:left;" \| G. Dabrowski L. Stefani  |                                                                                  |   |
| 2022 | 2e tour (1/16) K. Juvan \|\| style="text-align:left;" \| J. Cristian A. Petkovic       | 2e tour (1/16) K. Juvan \|\| style="text-align:left;" \| L. Hradecká S. Mirza  | 1er tour (1/32) K. Juvan \|\| style="text-align:left;" \| C. Harrison S. Santamaria | 1er tour (1/32) P. Udvardy \|\| style="text-align:left;" \| L. Kichenok J. Ostapenko |                                                                                  |   |
| 2023 | 1er tour (1/32) E. Hozumi \|\| style="text-align:left;" \| A. Kalinina A. Van Uytvanck | 1er tour (1/32) M. Sherif \|\| style="text-align:left;" \| A. Bondár G. Minnen | —                                                                                   | —                                                                                    | —                                                                                | — |

N.B. : le nom de la partenaire se trouve sous le résultat ; les noms des ultimes adversaires se trouvent à droite.

## Parcours en «Premier» et WTA 1000
Les tournois WTA « Premier Mandatory » et « Premier 5 » (entre 2009 et 2020) et WTA 1000 (à partir de 2021) constituent les catégories d'épreuves les plus prestigieuses, après les quatre levées du Grand Chelem. 

De 2009 à 2023, les tournois Premier Mandatory (dits tournois WTA 1000 obligatoires entre 2021 et 2023) regroupent Indian Wells, Miami, Madrid et Pékin, les autres constituant les tournois Premier 5 (tournois WTA 1000 non-obligatoires). À partir de 2024, le nombre de tournois WTA 1000 passe à 10 par saison (fin de l’alternance Doha / Dubaï), ces derniers devenant tous obligatoires et offrant tous 1000 points à la vainqueure (contre 900 points précédemment pour les tournois Premier 5).

### En simple dames
| Année |       |              |         |                               |                              |                            |                                |       |                              |                 |  |                             |
| Doha  | Dubaï | Indian Wells | Miami   | Madrid                        | Rome                         | Canada                     | Cincinnati                     | Pékin |                              | Wuhan           |  |                             |
| Doha  | Dubaï | Indian Wells | Miami   | Madrid                        | Rome                         | Canada                     | Cincinnati                     | Pékin | Guadalajara                  |                 |  |                             |
| Doha  | Dubaï | Indian Wells | Miami   | Madrid                        | Rome                         | Canada                     | Cincinnati                     | Pékin |                              |                 |  |                             |
| 2019  |       | WTA 500      |         |                               | 1er tour (1/64) M. Niculescu |                            | 1er tour (1/32) A. Tomljanović |       |                              |                 |  | 1er tour (1/32) M. Bouzková |
|       |       |              |         |                               |                              |                            |                                |       |                              |                 |  |                             |
| 2021  |       | WTA 500      |         | 3e tour (1/16) A. Tomljanović |                              | 2e tour (1/16) A. Barty    | 1er tour (1/32) B. Pera        |       | 1er tour (1/32) J. Ostapenko | Annulé          |  | Annulé                      |
| 2022  |       |              | WTA 500 | 2e tour (1/32) P. Martić      | 2e tour (1/32) V. Zvonareva  | 2e tour (1/16) V. Azarenka | 1er tour (1/32) D. Kasatkina   |       |                              | Hors calendrier |  |                             |

Sous le résultat, l’ultime adversaire.
1. 1 2   Les tournois de Doha et Dubaï alternent le statut de tournoi WTA 1000 (ex Premier 5) entre 2009 et 2023 : les trois premières éditions ont lieu à Dubaï, les trois suivantes à Doha, puis Dubaï accueille le tournoi de cette catégorie les années impaires et Dubaï les années paires. De 2011 à 2023, la ville qui n’accueille pas de WTA 1000 organise à la place un tournoi WTA 500 (ex Premier).
2. 1 2 3 4 5 6 7   L’ordre de déroulement des tournois a évolué depuis 2009 : Rome se dispute avant Madrid et Cincinnati avant Montréal/Toronto jusqu’en 2010, tandis que Tokyo (2009-2013)-Wuhan (2014-2019, 2024-)-Guadalajara (2022-2023) ont lieu avant Pékin jusqu’en 2023.
3. 1 2  Du fait de la pandémie de Covid-19, les tournois d’Indian Wells, de Miami, de Madrid, du Canada, de Wuhan et de Pékin sont annulés en 2020. Ces deux derniers le sont également en 2021. Pour des raisons d’organisation, le tournoi de Cincinnati 2020 a exceptionnellement lieu à Flushing Meadows à New York.
4. ↑  Le 1er décembre 2021, le président de la WTA, Steve Simon, annonce que tous les tournois prévus en Chine et à Hong Kong sont suspendus à partir de 2022, en raison de préoccupations concernant la sécurité et le bien-être de la joueuse de tennis chinoise Peng Shuai après ses allégations de relations sexuelles non-consenties avec Zhang Gaoli, membre de haut rang du Parti communiste chinois. Le tournoi de Pékin revient en 2023. Le tournoi de Guadalajara remplace celui de Wuhan pendant deux ans, ce dernier réapparaissant en 2024.

## Records et statistiques

### Victoires sur le top 10
Toutes ses victoires sur des joueuses classées dans le top 10 de la WTA lors de la rencontre.
| Légende      |
| Grand Chelem |
| WTA 1000     |
| WTA 500      |
| WTA 250      |
| Fed Cup      |

| # | Rang  |  | Tournoi       | Année | Surface      |  | Adversaire       | Rang | Tour | Score           | Tableau |
| - | ----- |  | ------------- | ----- | ------------ |  | ---------------- | ---- | ---- | --------------- | ------- |
| 1 | no 85 |  | Roland Garros | 2021  | Terre battue |  | Bianca Andreescu | no 7 | 1/64 | 6-71, 7-62, 9-7 | Tableau |

## Classements WTA en fin de saison
| Année          | 2015 | 2016 | 2017 | 2018 | 2019 | 2020 | 2021 | 2022 | 2023 | 2024 |
| Rang en simple | 309  | 229  | 180  | 70   | 64   | 87   | 30   | 87   | 100  | 182  |
| Rang en double | 746  | 522  | 336  | 180  | 115  | 57   | 106  | 52   | 351  | 211  |

Source : (en) Classements de Tamara Zidanšek sur le site officiel de la Fédération internationale de tennis